# Casa Crivelli

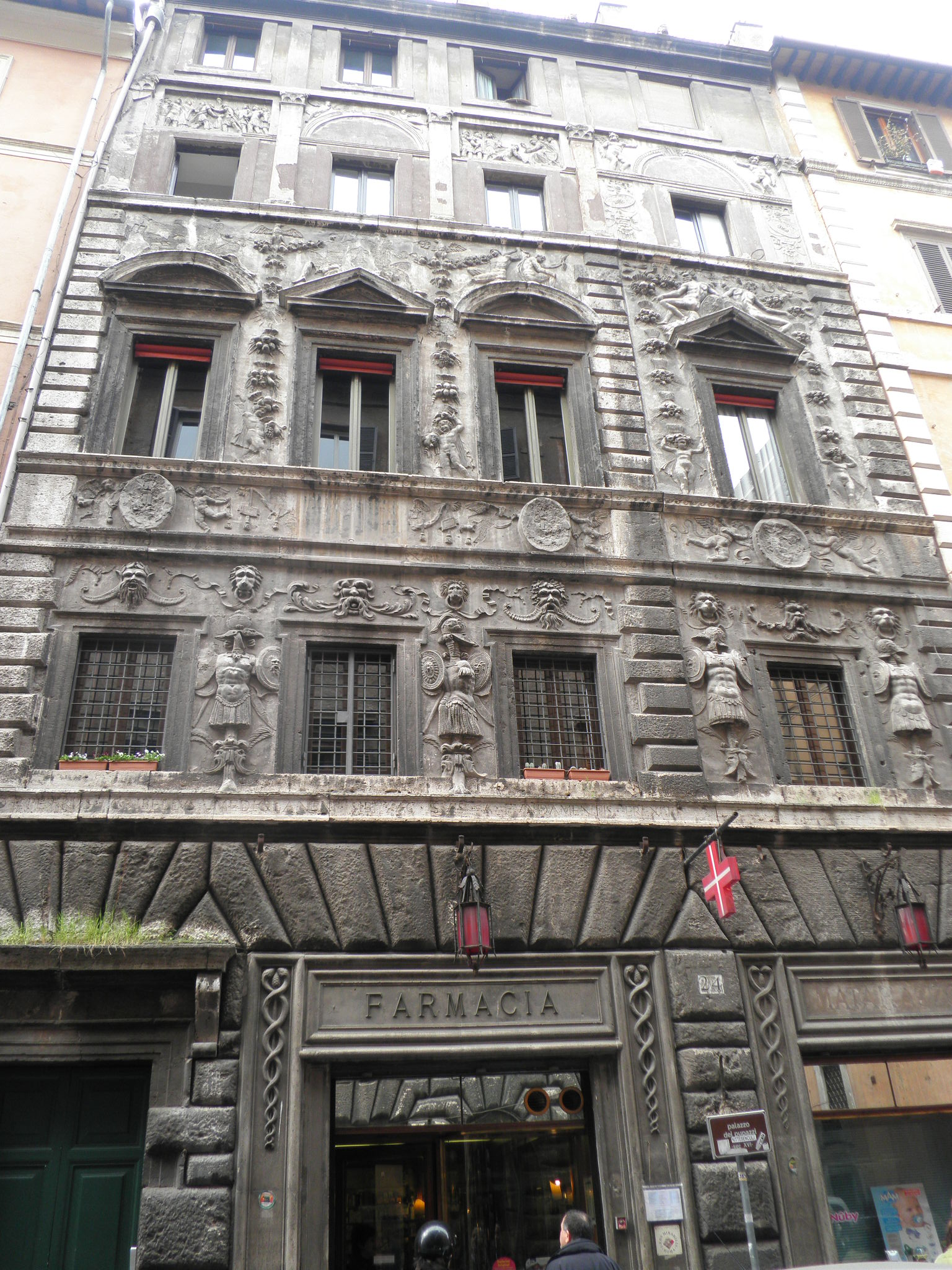
Vista da fachada.

Casa Crivelli ou Casa dei Pupazzi é um palacete renascentista localizado no número 24 da Via dei Banchi Vecchi, no rione Ponte de Roma. Há um outro palácio conhecido como Palazzo dei Pupazzi localizado perto da igreja de San Giuseppe a Capo le Case, no rione Colonna.

## História
A Casa Crivelli é um palácio diminuto, mas muito original, construído pelo rico ourives milanês Gian Pietro Crivelli entre 1538 e 1539 e denominado "la casa dei pupazzi" ("casa das marionetes"). Na cornija marcapiano sobre o portal está a seguinte inscrição: "IO PETRUS CRIBELLUS MEDIOLANEN(SIS) SIBI AC SUIS A FUNDAMENTIS EREXIT".
O edifício foi a primeira residência do cardeal Felice Peretti, futuro papa Sisto V.

## Descrição
No primeiro piso se abrem quatro janelas retangulares separadas por representações em estuques de troféus militares (escudos e armaduras) encimados por um friso com alguns mascarões grotescos alternados com prótromos leoninos. No segundo piso a decoração também conta com quatro janelas encimadas por tímpanos curvos e triangulares separadas por altas lamparinas suportadas por graciosos putti em estuque; sobre os tímpanos estão pares de sátiros segurando longos festões vegetais. O último piso, estruturado como uma lógia, está dividido por colunas com capitéis coríntios: também neste estão quatro janelas, duas curvas e duas retangulares. Estas últimas estão encimadas por baixos-relevos que representam dois importantes episódios ocorridos durante o pontificado do papa Paulo III: no primeiro, Carlos V se ajoelha diante do papa e no segundo, Paulo III reconcilia Carlos V e Francisco I em Nizza. A autoria destes estuques foi atribuída ao piacentino Giulio Mazzoni, realizados provavelmente com base em desenhos do próprio Crivelli. Mazzoni trabalhou também no Palazzo Capodiferro Spada, cuja decoração da fachada é similar.